# Mk 141 (пусковая установка)
Mk 141 (Mark 141) — американская корабельная пусковая установка для противокорабельных ракет «Гарпун». Применяется на кораблях ВМС США и других стран. Состоит на вооружении с 1978 года.
Установка представляет собой станину, на которой с фиксированным углом подъёма устанавливаются от 1 до 4 транспортно-пусковых контейнеров с ракетами. Масса установки — 5900 кг. Угол установки контейнеров — 35°.
Кроме установки Mk 141 ракеты «Гарпун» могут запускаться с установок Mk 112 ПЛУР ASROC, Mk 10 ЗРК «Терьер» и облегченных установок Mk 140.

## Фото
- ПУ Mk 141 без контейнеров с ракетами
- Загрузка контейнера с ракетой
- Крепление контейнеров на ПУ Mk 141
- Пуск ракеты из установки Mk 141